# Dikromatism
Dikromatism (eller polykromatism) är ett fenomen där ett materials eller en lösnings kulörton är beroende av såväl koncentrationen av färgämnet som av siktdjupet. För de flesta ämnen som inte är dikromatiska varierar bara ljusheten och färgmättnaden när koncentrationen och/eller siktdjupet ändras.

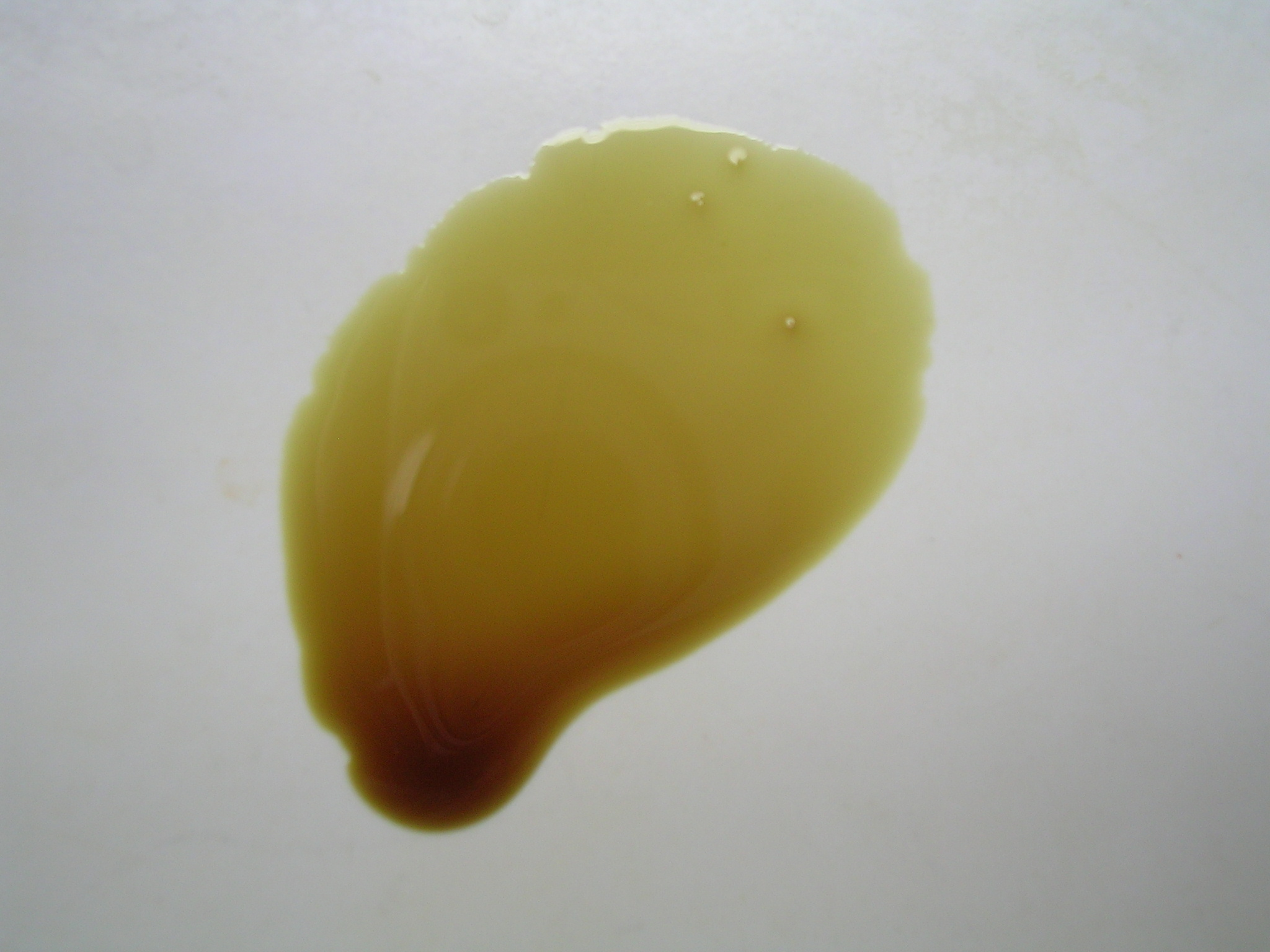
En droppe pumpafröolja på vit talrik visar dikromatism

Olja från pumpafrön är exempel på ett ämne som visar dikromatism. När oljeskiktet är tunnare än 0,7 mm ser oljan grön ut. Är skiktet tjockare ser oljan rödaktig ut. Andra exempel på ämnen med dikromatism är bromfenolblått, klorofyll a, klorofyll b och resazurin.

## Fysisk förklaring
Fenomenet dikromatism beror dels på hur mycket ljus som absorberas av ämnet vid olika våglängder, dels på hur det mänskliga synsinnet reagerar på ljus av olika våglängd och styrka. Den upplevda färgväxlingen fick sin förklaring år 2007 .
Dikromatism är möjlig att se hos de ämnen som har ett absorptionsspektrum med två minima, ett spektralt brett område med svag absorption och ett smalt område med ännu lägre absorption. Även om det svagaste absorptionsområdet skulle vara brett kommer det att fungera som ett smalt område när större delen ligger utanför det spektrum som människan kan se och endast en liten del ligger innanför kanten. Det inträffar när den svagaste absorptionen ligger i det infraröda området och når en bit in i synligt rött. Det gäller även på motsvarande sätt för det ultravioletta och violetta området.
Alltefter som ämnets tjocklek ökar, ändras den upplevda kulörtonen från det som fås av det breda men svaga absorptionsområdet till den kulörton som ges av de färger som släpps igenom i det smala men svagaste absorptionsområdet. 
Det ljus som släpps igenom, transmitteras, kan beräknas med Beer-Lamberts lag. 
Ett sätt att ange transmissionen är
{\displaystyle T={I_{1} \over I_{0}}=10^{-\epsilon \,l\,c}}
där 
{\displaystyle I_{0}\,} är den påfallande ljusintensiteten.
{\displaystyle I_{1}\,} är den ljusintensitet som gått igenom
{\displaystyle \epsilon \,} är extinktionskoefficienten (en materialkonstant men som har våglängdsberoende värden)
{\displaystyle l\,} är sträckan på det ljus som passerat igenom materialet
{\displaystyle c\,} är koncentrationen av det färgande ämnet. 
(intensitetsförlust på grund av eventuell reflexion är inte medtagen i formeln ovan)
Förhållandet mellan ljusintensiteten från de två olika svaga absorptionsområdena kommer inte att vara konstant när ljussträckan eller koncentrationen ändras. Ljusintensiteten är inte direkt proportionell mot l eller c eftersom sambandet är exponentiellt enligt ekvationen ovan. Det spelar även roll att det mänskliga ögats fotoreceptorer har större känslighet för vissa våglängder, särskilt för grönt ljus.
Pumpafröolja har ett brett svagt absorptionsområde i det gröna området och ett annat ännu svagare i det röda området. I tunna skikt dominerar det gröna ljuset. Det breda området släpper även igenom en viss mängd blått och gult ljus som tillsammans bidrar till det gröna utseendet. Men när skikttjockleken ökas avtar det gröna ljuset snabbare än det röda och blir till slut så svagt att det röda ljuset dominerar. 
Graden av dikromatism kan anges med Krefts dikromatitetsindex. Utgående från uppmätt maximal färgmättnad i färgrymden CIEL*a*b* mäts hur mycket kulörtonen ändras dels vid spädning (eller att skiktet görs tunnare) fyra gånger, dels ändringen av kulörtonen för fyra gånger högre koncentration (eller fyra gånger tjockare skikt). Ändringen vid spädning ger index DIL (L för lighter=ljusare) och ändringen vid ökad koncentration ger index DID (D för darker=mörkare). Båda indexvärdena anges i antal grader av respektive vinkel i nedanstående bild. 

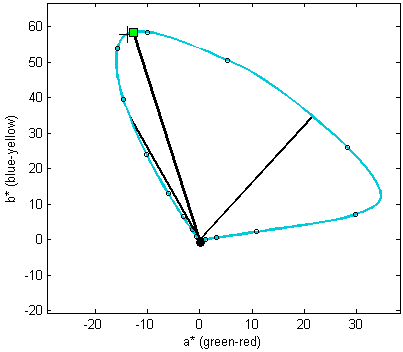
Presentation av hur a- och b-värden i färgrymden CIELab ändras när skikttjocklek/koncentration hos pumpfröolja varieras

 Den horisontella axeln visar rödheten för positiva a-värden och grönhet för de negativa. Den vertikala axeln visar gulheten för positiva b-värden och blåhet för de negativa. Kulörton benämns nyansvinkel i färgrymden CIELab. Det längsta raka strecket börjar i nollpunkten (origo) och slutar vid den maximala färgmättnadens kulörton. Längden är 60 och vinkeln är 102°. Vinkelskillnaden mot de två kortare strecken ger respektive dikromatitetsindex, DIL=9° och DID=44°.